# Sofía Lama
Sofía Lama Stamatiades (Puebla de Zaragoza, Puebla, 9 de junio de 1987) es una actriz mexicana de ascendencia griega y española.
Ha participado en varias cintas y puestas en escena en la Ciudad de México aunque su carrera se centra principalmente en el mercado latino en Estados Unidos.

## Biografía
Es hija de Fotiní Stamatiades Rolland y Ramón Lama Noriega.
Empieza su carrera a la edad de 11 años como presentadora del programa infantil Entre pingos, dos años después ingresó al programa Disney Club de Disney Channel.
En la Ciudad de México estudió el diplomado de cine con especialización en producción, en el Instituto Cinematográfico INDI, combinándolo con cursos de actuación en Casa Azul México, cursos de apreciación cinematográfica con el maestro Guillermo Arriaga Jordán; tomó clases de canto y piano y cursó el especial de The Hollywood Film Institute. Años más tarde estudia actuación con la maestra y actriz nominada al Óscar Adriana Barraza en la ciudad de Miami, igualmente con el director Luis Mandoki en la Ciudad de México 
En 2007 en México, a la edad de 19 años trabaja en teatro, en la comedia musical Vaselina, interpretando a Frenchie.
En el mismo año viaja a la ciudad de Miami para trabajar en la producción de Telemundo llamada Pecados ajenos.
En 2008 viaja a Bogotá en Colombia para participar en la versión de la serie Sin senos no hay paraíso.
En 2009 regresa a México a interpreta a Gina, una de las protagonistas de la historia, en la puesta en escena Las arpías, original del escritor francés Robert Thomas, bajo la dirección de Humberto Zurita, compartiendo el escenario con actrices mexicanas como Ofelia Medina, Patricia Reyes Spindola, Victoria Ruffo, María Rubio entre otras, con funciones en el Teatro Manolo Fábregas y giras alrededor de México.
En 2010 decide cambiar su nombre artístico de Sofía Stamatiades a Sofía Lama.
En el mismo año participa en la producción Eva Luna.
En 2011 interpreta a Hilda en la teleserie La casa de al lado presentando al mismo tiempo un monólogo en la obra Monologando en el Teatro Trail en Miami, donde fue parte del primer festival de pequeño formato de teatro de Miami.
En 2012 regresa a México con su primera producción con Argos Comunicación llamada Rosa Diamante
En 2013, se inicia como coproductora independiente junto con la Escuela de estudios cinematográficos INDI, con la cinta de terror Desde el más allá misma que protagoniza y que fue estrenada en el festival de cine de Acapulco en dicho año.
En 2014 gana el Feratum Film Festival en México a la mejor película seleccionada por el público; en el mismo año regresa a Miami a antagonizar Dama y obrero junto a Ana Layevska. También filma la película Enamorándome de Abril una comedia romántica, donde interpreta a Vanessa, al lado de Cristian de la Fuente con estreno esperado para febrero de 2015. En agosto del mismo año interpreta a Silvana Cardona, en la teleserie de época Dueños del Paraíso al lado de Kate del Castillo y Adriana Barraza.

## Filmografía

### Telenovelas
- Pecados inconfesables (2025) - Cristina[6]
- La hija del mariachi (2025) - Guadalupe Morales[7]
- La Reina del Sur (2022) - Susana Guzmán[8]
- La mujer del diablo (2022-2023) - Patricia Carvajal[9][10]
- 100 días para enamorarnos (2020-2021) - Aurora Villareal
- El secreto de Selena (2018-2019) - María Celeste Arrarás
- Guerra de ídolos (2017) - Gilda César Solar
- Eva la trailera (2016) - Elizabeth "Betty" Cárdenas
- Dueños del paraíso (2015) - Silvana Cardona
- Dama y obrero (2013) - Mireya Gómez
- Rosa diamante (2012) - Andrea Fernández/Andrea Sotomayor
- La casa de al lado (2011-2012) - Hilda González de Conde
- Eva Luna (2010-2011) - Alicia González
- Vidas cruzadas (2009) - Lucy
- Más sabe el diablo (2009) - Esperanza Salvador (joven)
- Sin senos no hay paraíso (2008-2009) - Julieta Riva Palas
- Pecados ajenos (2007-2008) - Gloria Mercenario Ruiz
- El peñón del amaranto (1993) - Amaranta (niña)

### Programas
- Descarrilados (2013) - Ivonne
- Mia Mundo (2012-2013) - Stefanie Montero
- Decisiones extremas (2008) - Nora, Verónica y Julieta / Claudia (3 episodios)
- La vida es una canción (2004) - Marisol
- Disney Club (1999) - Conductora

### Cine
- Desde el más allá (2013) - Fernanda

### Teatro
- Vaselina (2007) - Frenchi
- Las arpías (2009) - Gina
- Monologando (2012)